# Thomisus viveki
Thomisus viveki là một loài nhện trong họ Thomisidae.
Loài này thuộc chi Thomisus. Thomisus viveki được Pawan U. Gajbe miêu tả năm 2004.